# ماريا أنجليكا باريدا
ماريا أنجليكا باريدا هي محامية أرجنتنية، ولدت في يوم 15 مايو 1887، تعد أول سيدة يتم قبولها لممارسة مهنة المحاماة في جمهورية الأرجنتين وذلك في عام 1910.
تخرجت باريدا من جامعة لا بلاتا الوطنية في عام 1909، وتوفيت عن عمر ناهز 76 سنة، في يوم 21 يوليو 1963.